# Kira Pietrek
Kira Pietrek (ur. 1983 w Hrubieszowie) – polska poetka nominowana do Nagrody Literackiej „Nike”. Zajmuje się również grafiką, ilustracją i reklamą.

## Życiorys
W 2010 wydała debiutancki tom wierszy Język korzyści, za który otrzymała Wrocławską Nagrodę Poetycką Silesius 2011 w kategorii „Debiut roku”. W 2013 ukazał się jej drugi tom wierszy pt. Statystyki. Publikowała m.in. w antologiach Słynni i Świetni (WBPiCAK, 2008), Poznań Poetów (1989-2010) (WBPiCAK, 2011), Warkoczami. Antologia nowej poezji (Staromiejski Dom Kultury, Warszawa 2016) i Zebrało się śliny (Biuro Literackie, Stronie Śląskie – Wrocław 2016), jak również w „Odrze” i „Tygodniku Powszechnym”. W 2015 otrzymała Nagrodę-Stypendium im. Stanisława Barańczaka w ramach przyznawanej po raz pierwszy Poznańskiej Nagrody Literackiej. W 2022 została nominowana do Nagrody Literackiej „Nike” za tom Czeski zeszyt.

## Twórczość
- Język korzyści, WBPiCAK 2010[1] ISBN 978-83-60746-81-3
- Statystyki, WBPiCAK 2013[1] ISBN 978-83-62717-90-3
- Czeski zeszyt, Biuro Literackie 2021 ISBN 978-83-66487-49-9